# Перипл Понта Евксинського (анонімний)
Анонімний перипл Понта Евксинського — грецький географічний твір, що містить опис берегів Чорного моря, зазвичай датується V століттям. Текст твору зберігся частинами в трьох рукописах.

## Короткий опис
Датування V століттям обґрунтоване К. Мюллером та прийняте в науковій літературі. О. Р. Бородін вказує на кінець V століття. Згадка «готської мови» в § 60 вказує на пізнє датування остаточного тексту твору. На думку М. В. Агбунова, твір, відомий як анонімний перипл і зазвичай датований V століттям, є розширеною редакцією перипла, складеного самим Арріаном, і основний його зміст походить з рукопису II століття.
Джерелами перипла були твір Маркіяна Гераклійського, який скоротив перипл Меніппа, «Перипл Понта Евксинського», написаний Арріаном у II столітті, географічна поема Псевдо-Скімна, перипл Псевдо-Скілака та деякі інші праці. Анонімний перипл містить більше назв, ніж праця Арріана, але в багатьох випадках збігається з ним дослівно, аж до імен царів та звернення «ти» до римського імператора Адріана.
Плавання починається від Візантія південним узбережжям та завершується прибуттям до Візантій від західного узбережжя моря. У периплі містяться дані про відстані між містами, поселеннями та іншими пунктами на березі моря в стадіях і в милях, причому 1 миля дорівнює тут 7,5 стадій. На думку М. В. Агбунова, хоча формально це вказує на те, що автор вважав стадій рівним 197 м, але механічне запозичення з більш ранніх творів, які виходили з іншого розміру стадія, призвели до неточностей у визначенні відстаней.
Опис острова Ахілла скорочений (§ 92). Включена також явно застаріла цитата з Ефора Кімського про скіфів (§ 72, 75), а також посилання на дані географа Артемідора (§ 89) і Деметрія (§ 91).